# Alexandre Ier d'Iméréthie
Pour les articles homonymes, voir Alexandre Ier.
Alexandre Ier d'Iméréthie (mort en 1389) est un duc de Choropan et eristavi (« gouverneur ») d'Iméréthie de 1372 à 1387, et un roi auto-proclamé d'Iméréthie en 1387.
Alexandre est le fils de l'ex-roi Bagrat Ier d'Iméréthie et de son épouse, la fille de Qvarqvaré II Jageli, Atabeg du Samtskhé.
Duc de Choporan, il obtient en 1372 la confirmation de son titre d'eristavi d'Iméréthie du roi Bagrat V de Géorgie. Il met à profit les difficultés du royaume de Géorgie, attaqué par les troupes de Tamerlan, pour se proclamer en 1387 roi d'Iméréthie et se fait couronner dans la cathédrale de Guélathie. Il a comme successeur son frère cadet Georges Ier.
Bien que les autres féodaux de la Géorgie occidentale refusent de le reconnaître et conservent leur fidélité à Bagrat V, ce dernier est incapable d'entreprendre une action contre Alexandre Ier et le royaume d'Iméréthie se trouve reconstitué de facto lorsqu'il meurt en 1389.
De son union avec Anna, fille du prince Orbéliani, naissent :
- Démétrius Ier ;
- Thamar, morte en 1455, épouse vers 1414/1415 du roi Alexandre Ier de Géorgie.

## Sources
- Alexandre Manvelichvili, Histoire de la Géorgie, Paris, Nouvelles Éditions de la Toison d'Or, 1951, 476 p..
- Nodar Assatiani et Alexandre Bendianachvili, Histoire de la Géorgie, Paris, l'Harmattan, 1997, 335 p. [détail des éditions] (ISBN 2-7384-6186-7, présentation en ligne).
- Marie-Félicité Brosset, Histoire de la Géorgie. Tome II : Histoire moderne de la Géorgie, Réédition Adamant Media Corporation  (ISBN 0-543-94480-8), p. 247-248.